# Geocrinia victoriana
Geocrinia victoriana é uma espécie de anfíbio da família Myobatrachidae.
É endémica da Austrália.
Os seus habitats naturais são: florestas secas tropicais ou subtropicais, florestas subtropicais ou tropicais húmidas de baixa altitude, matagal árido tropical ou subtropical, matagal húmido tropical ou subtropical, matagal tropical ou subtropical de alta altitude, campos de gramíneas subtropicais ou tropicais secos de baixa altitude, pântanos e marismas intermitentes de água doce.